# Adám Doúkas
Adám Doúkas (grec moderne : Αδάμ Δούκας), né en 1790 à Përmet et mort en 1860 en Eubée, est un homme politique grec qui participa à la guerre d'indépendance grecque.

## Biographie
Il participe à l'Assemblée nationale d'Épidaure en 1822 et à l'Assemblée nationale d'Argos en 1829. Il rejoint le gouvernement du pays en 1825 en tant que ministre de la Défense.
Il appartient au Parti français et est un des proches de Ioannis Kolettis. Aussi, sous le règne d'Othon, il participe à divers gouvernements.

## Sources
- (el) Parlement grec, Μητρώο Πληρεξουσίων, Γερουσαστών και Βουλευτών. 1822-1935, Athènes, Parlement grec,‎ 1986, 159 p. (lire en ligne) [PDF]